# Ceratina tricolor
Ceratina tricolor là một loài Hymenoptera trong họ Apidae. Loài này được Michener mô tả khoa học năm 1954.